# トーマス・デファンティ
トーマス・デファンティ (Thomas A. DeFanti, 1948年 - ) は、アメリカ合衆国の技術者。コンピュータグラフィックスの研究者であり、開拓者。バーチャルリアリティ技術に大きく貢献した人物でもある。

## 略歴
1970年代初頭にオハイオ州立大学コンピュータグラフィクス研究グループの Charles Csuri の下で、PhDの研究を行い、PDP-11/45上で動作するGRASSプログラミング言語en:GRASS (programming language)を作成した。これは1977年の映画スター・ウォーズでのデス・スターの攻撃シミュレーションシーンに使用されている(制作はラリー・キューバ)。
1973年には、イリノイ大学シカゴ校に移り、ダニエル・サンディンとともに、彼は Circle Graphics Habitat（現在の EVL）を創立した。
EVLで行われた重要な研究として、バリー・ホームコンピュータ用のグラフィックス・システムの開発、科学計算における可視化（1987年、全米科学財団が後援）の共同編集、PHSCologramsの開発、およびCAVEの開発が挙げられる。
DeFantiは、SIGGRAPHの組織化とカンファレンスの発展に大きく寄与した。1981年から1985年まで chair を、初期のフィルムとビデオによるプレゼン（現在のElectronic Theatre）の co-organizer を務めた。1979年、SIGGRAPHビデオレビュー（コンピュータグラフィックスの研究についてのビデオアーカイブ）を発足させた。
米国コンピュータ学会(ACM)のフェロー。
1988年、ACMの Outstanding Contribution アウォード、2000年、SIGGRAPHの Outstanding Service および UIC（イリノイ大学シカゴ校）の Inventor of the Year Award を受賞した。